# Центроспас
 Государственный центральный аэромобильный спасательный отряд МЧС России «Центроспас» — «Центроспас»  — структурное подразделение МЧС России; отряд профессиональных спасателей, предназначенный для проведения поисково-спасательных работ любых видов и масштабов при ликвидации последствий чрезвычайных ситуаций техногенного и природного характера, а также для оказания помощи мирному населению в «горячих точках».

## Проведённые операции
Первая успешная операция была проведена специалистами отряда ещё до официального его образования в 1991 году в Уфе. С помощью направленного взрыва была ликвидирована угроза обрушения надломленной на высоте 120 метров 150-метровой трубы на установку по производству бензола. В результате 700-тонный 30-метровый обломок с помощью направленного взрыва был отброшен в заранее определённую зону. Данная операция занесена в книгу рекордов Гиннесса.
За 30 лет существования отряд принял участие в более чем 700 крупных федеральных и международных операциях. За это время было спасено более 11 тыс. человек, более чем 45 тыс. пострадавшим оказана помощь.

## Состав отряда

### Поисково-спасательная служба
Поисково-спасательная служба обеспечивает круглосуточную оперативно-техническую готовность личного состава к ликвидации последствий чрезвычайных ситуаций, проведению тренировочных занятий и других мероприятий, направленных на поддержание высокой готовности поисково-спасательных подразделений.
1. Дежурные поисково-спасательные подразделения поисково-спасательной службы находятся в трёхминутной готовности к выезду на местные ЧС, в трёхчасовой готовности к выезду на ЧС федерального и международного уровня (трансграничные ЧС). В режиме дежурства происходит обучение спасателей, подготовка по всем учебным дисциплинам, тренировки, нацеленные на повышение профессионального уровня.
2. Поисково-спасательное подразделение технической разведки обеспечивает спасателей необходимыми средствами и приборами поиска и разведки в зоне ЧС. Занимается обучением, подготовкой личного состава отряда к работе с приборами поиска. Ежедневно поддерживает в боевой готовности специальное оборудование и приборы поиска и разведки, для немедленного реагирования по сигналу ЧС. Участвует в испытании приборов разведки и поиска в условиях приближенных к чрезвычайным и опытно-экспериментальной эксплуатации вновь разработанных спасательных технических средств и экипировки.
3. Горное поисково-спасательное подразделение обеспечивает спасателей необходимым снаряжением и оборудованием для проведения поисково-спасательных и других неотложных работ в горной местности и на высоте. Занимается обучением, подготовкой личного состава отряда к работе с применением альпинистских технологий и в горной местности. Ежедневно поддерживает в боевой готовности специальное горное оборудование и снаряжение для немедленного реагирования по сигналу ЧС. Участвует в испытании приборов поиска в горной местности, в условиях приближенных к чрезвычайным и опытно-экспериментальной эксплуатации вновь разработанных спасательных технических средств и экипировки.
4. Химическое поисково-спасательное подразделение обеспечивает спасателей необходимым снаряжением и оборудованием для проведения поисково-спасательных и других неотложных работ в зонах химического заражения. Занимается обучением, подготовкой личного состава отряда к работе в зонах химического заражения. Ежедневно поддерживает в боевой готовности специальное оборудование и приборы химического анализа и разведки, для немедленного реагирования по сигналу ЧС. Участвует в испытании оборудования и приборов, в условиях приближенных к чрезвычайным и опытно-экспериментальной эксплуатации вновь разработанных спасательных технических средств и экипировки.
5. Водолазное ПСП обеспечивает спасателей необходимым водолазным снаряжением и оборудованием для проведения поисково-спасательных работ на водных акваториях. Занимается обучением, подготовкой личного состава отряда к работе в зонах ЧС Ежедневно поддерживает в боевой готовности специальное оборудование и снаряжение для немедленного реагирования по сигналу ЧС. Участвует в испытании оборудования и снаряжения в условиях, приближенных к чрезвычайным и опытно-экспериментальной эксплуатации вновь разработанных спасательных технических средств и экипировки.
6. ПСП материально-технического обеспечения Занимается определением перспектив развития материально-технической базы отряда в части проведения поисково-спасательных работ. Подготовкой предложений по обновлению или замене оборудования и снаряжения на более прогрессивные и перспективные модели. Отслеживанием выработки технического ресурса оборудования и бензоагрегатов. Постоянно контролирует техническое состояние эксплуатируемой техники и поддержание её в исправном состоянии.
7. Отдел анализа и организации работы ПСС занимается проведением технико-экономического анализа по работе службы, составлением графиков работ и другой технической документации.

### Техническое обеспечение
1. Аэромобильный госпиталь на 52 койко-места, способный принять 100—120 человек в сутки[3].
2. Специальный автотранспорт;
3. Катера на воздушной подушке;
4. Надувные плоты и лодки;
5. Парашютно-десантные системы;
6. Средства поиска и спасения пострадавших;
7. Медицинское снаряжение для оказания первой помощи;
8. Изолирующие скафандры и дыхательные аппараты для работы в газовых средах и под водой;
9. Средства жизнеобеспечения.

### Личный состав
В штате отряда свыше 400 человек, это спасатели (220 чел.), врачи, кинологи, инженеры, связисты и др. Каждый спасатель владеет от 6 до 15 специальностями (инженер, водолаз, альпинист, пожарный, кинолог, спелеолог, водитель, связист, парамедик, газосварщик и т. д.). 
В составе отряда 11 заслуженных спасателей РФ, 32 спасателей международного класса, 87 спасателей первого класса.
Орденами и медалями РФ, ведомственными наградами за мужество и высокопрофессиональные действия награждено более 350 сотрудников отряда.
Спасатель Владимир Данатович Легошин удостоен звания Герой Российской Федерации. Этого же звания посмертно удостоены спасатели Андрей Николаевич Рожков и Валерий Валентинович Замараев.
На базе отряда «Центроспас» существуют:
- Центр по испытаниям и сертификации аварийно-спасательного оборудования и технологий;
- Отраслевой центр стажировки и повышения квалификации спасателей и специалистов МЧС России;
- Отраслевой сервисный центр по обслуживанию и ремонту спасательного оборудования.